# Конфинес
Конфинес (исп. Confines) — город и муниципалитет в северо-восточной части Колумбии, на территории департамента Сантандер. Входит в состав провинции Комунера.

## История
Поселение, из которого позднее вырос город, было основано Матео Франко 3 августа 1773 года. Муниципалитет Конфинес был выделен в отдельную административную единицу в 1887 году.

## Географическое положение

Муниципалитет Конфинес

Город расположен в центральной части департамента, в горной местности Восточной Кордильеры, на расстоянии приблизительно 80 километров к юго-юго-западу (SSW) от города Букараманги, административного центра департамента. Абсолютная высота — 1545 метров над уровнем моря.
Муниципалитет Конфинес граничит на севере с территорией муниципалитета Сокорро, на востоке — с муниципалитетом Парамо, на юго-востоке — с муниципалитетом Чарала, на юге — с муниципалитетом Ойба, на юго-западе — с муниципалитетом Гуапота, на западе — с муниципалитетом Пальмас-дель-Сокорро. Площадь муниципалитета составляет 88 км².

## Население
По данным Национального административного департамента статистики Колумбии, совокупная численность населения города и муниципалитета в 2015 году составляла 2705 человек.
Динамика численности населения муниципалитета по годам:
| 2005 | 2006 | 2007 | 2008 | 2009 | 2010 | 2011 | 2012 | 2013 | 2014 | 2015 |
| ---- | ---- | ---- | ---- | ---- | ---- | ---- | ---- | ---- | ---- | ---- |
| 2753 | 2753 | 2754 | 2753 | 2739 | 2726 | 2726 | 2718 | 2715 | 2707 | 2705 |

Согласно данным переписи 2005 года мужчины составляли 55,8 % от населения Конфинеса, женщины — соответственно 44,2 %. В расовом отношении белые и метисы составляли 99,2 % от населения города; негры, мулаты и райсальцы — 0,8 %.
Уровень грамотности среди всего населения составлял 87,6 %.

## Экономика
Основу экономики Конфинеса составляет сельское хозяйство. Основными возделываемыми культурами являются сахарный тростник и кофе.
53,6 % от общего числа городских и муниципальных предприятий составляют предприятия торговой сферы, 25 % — предприятия сферы обслуживания, 21,4 % — промышленные предприятия.

## Транспорт
К западу от города проходит национальное шоссе № 45А (исп. Ruta Nacional 45А).